# Pellaea angulosa
Pellaea angulosa là một loài thực vật có mạch trong họ Adiantaceae. Loài này được (Bory ex Willd.) Baker miêu tả khoa học đầu tiên năm 1874.